# Verge (criptomoeda)
Verge (XVG) é uma criptomoeda descentralizada de código aberto que possibilita transações anônimas ao ofuscar o endereço IP dos usuários com Tor, fazendo com que seja difícil determinar a geolocalização de seus usuários.
O projeto de código aberto desta criptomoeda lançou o Protocolo Wraith, utilizando Tor para criptografar e ocultar os endereços IP das transações.

## História
Criada em 2014, a criptomoeda era originalmente chamada de DogeCoinDark. Em 2016, passou a ser chamada de Verge.
A Verge apresenta transparência em seu livro razão ao permitir que qualquer pessoa visualize todas as transações, mas afirma proteger a identidade e a localização dos usuários ao integrar o Tor para não expor os endereços IP. 
Nos meses de abril e maio de 2018, a Verge sofreu ataques de 51%.